# 음바라라구

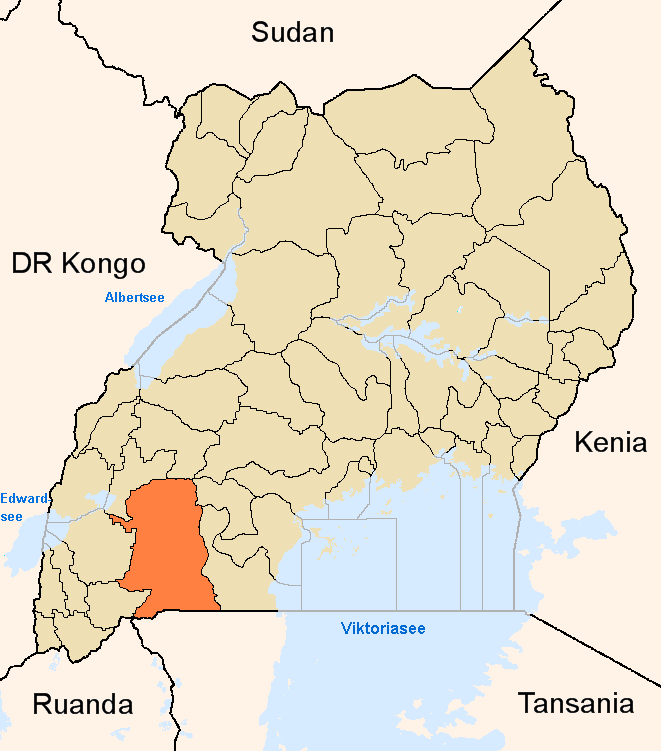
음바라라 구의 위치

음바라라구(Mbarara)는 우간다 남서부에 위치한 구로, 행정 중심지는 음바라라이며 인구는 360,008명(2002년 인구 조사 기준)이다.
행정 구역상으로는 서부 주에 속하며 3개 군(카샤리 군, 음바라라 군, 르왐파라 군)을 관할한다. 북쪽으로는 이반다 구, 동쪽으로는 키루후라 구, 남동쪽으로는 이싱기로 구, 남서쪽으로는 은퉁가모 구, 서쪽과 북서쪽으로는 부셰니 구와 접한다.

## 같이 보기
- 음바라라
- 우간다의 행정 구역
- 서부주 (우간다)